# Kwabre District
Kwabre District är ett distrikt i Ghana.   Det ligger i regionen Ashantiregionen, i den centrala delen av landet, 200 km nordväst om huvudstaden Accra. Antalet invånare är 167 584. Arean är 356 kvadratkilometer.
Terrängen i Kwabre District är platt.